# J Harlen Bretz

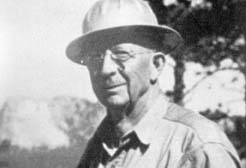
J Harlen Bretz (1949)

Jerry Harlen Bretz (* 2. September 1882 in Saranac, Michigan; † 3. Februar 1981 in Homewood, Illinois), besser bekannt unter dem Namen J Harlen Bretz war ein US-amerikanischer Geologe, der durch seine Forschungen in den Channeled Scablands berühmt wurde. Seine Forschungen führten schließlich zur Anerkennung der Theorie von großen Flutereignissen in Nordwest-Amerika, den Missoula-Fluten am Ende der letzten Eiszeit. Darüber hinaus schrieb er ein wichtiges Werk über die Gestalt und den Ursprung von Karsthöhlen und verfasste The Caves of Missouri, eine ausführliche Beschreibung der Höhlen von Missouri.

## Frühe Laufbahn
Bretz wurde als ältestes Kind von Oliver Joseph Bretz und Rhoda Maria Howlett geboren, einem Farmerehepaar aus Saranac in Michigan. Das Studium am Albion College in Albion, Michigan, schloss er 1906 mit einem akademischen Grad in Biologie ab. Am College machte er die Bekanntschaft seiner späteren Frau Fanny Chalis. Nach dem Studium erwachte sein Interesse an der Geologie von Ostwashington.
Zunächst begann er seine akademische Laufbahn als Biologielehrer an einer High School in Seattle. In dieser Zeit beschäftigte Bretz sich mit der glazialen Geologie in der Umgebung des Puget Sound und fand schließlich eine Anstellung an der University of Chicago, wo er 1913 seinen Ph.D. in Geologie ablegte. Er wurde Assistenzprofessor für Geologie, zunächst an der University of Washington und dann an der University of Chicago.

## Die unerhörte Hypothese

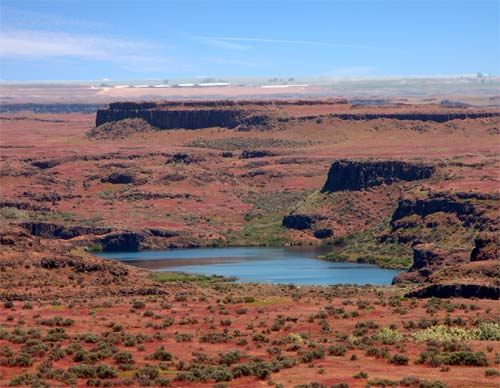
Channeled Scablands

Im Sommer 1922 und auch in den darauf folgenden sieben Jahren führte Bretz Geländearbeiten im Bereich des Columbia River Plateaus durch. Er hatte ein Interesse an den ungewöhnlichen Erosions-Merkmalen dieser Gegend entwickelt, nachdem er 1910 eine topographische Karte der Umgebung des Potholes Cataracts gesehen hatte. Nachdem er die Umgebung des Grand Coulee untersucht hatte, wo massive Erosion tief durch die mächtigen Basalte des Columbia-Plateaubasalts geschnitten hatte, schuf er 1923 den Begriff der „Channeled Scablands“ (etwa: „von Kanälen durchzogene Einöde“). Das Gebiet war eine Wüste, aber Bretz’ für seine Zeit kühne Theorie setzte große Wassermassen voraus, die die vorgefundenen Landschaftsformen hervorgerufen haben sollten. Diese vorzeitlichen Überflutungen nannte Bretz in einer Veröffentlichung von 1925 die „Spokane Floods“, da er annahm, dass sie von Schmelzwasser aus der Gegend von Spokane hervorgerufen worden waren.
Bretz’ Theorie wurde von seinen Wissenschaftskollegen verworfen, da sie unter anderem als eine katastrophistische Theorie gegen den vorherrschenden Uniformitarismus verstieß. Darüber hinaus waren viele seiner Geologenkollegen nicht mit den Verhältnissen im abgelegenen Nordwesten Amerikas vertraut, wo Bretz seine geologischen Forschungen unternommen hatte, und er selber besaß wegen seines noch geringen Alters keinerlei Reputation unter den Fachkollegen.
Die Geological Society of America lud Bretz zu einer Präsentation seiner Forschungsergebnisse am 12. Januar 1927 ein. Eingeladen waren mehrere andere Geologen, die eine andere Meinung als Bretz über die Ursache der Landschaftsformen in Washington hatten und seine Theorie ablehnten. Trotz der Übermacht der älteren Männer verteidigte Bretz seine Theorie tapfer. Die Diskussion zog eine langjährige und scharf ausgefochtene Kontroverse nach sich. Das gewichtigste Argument gegen seine Theorie war, dass er zunächst keine überzeugende Erklärung für die Herkunft der Fluten liefern konnte. Erst in den 1930er Jahren zog Bretz die Existenz eines Lake Missoula als Ursache für die Überflutungen in Betracht. Er war jedoch selbst nicht sicher, ob diese Theorie richtig war. Bretz und sein Kollege J.T. Pardee forschten bis in die 1950er Jahre im Gebiet der Scablands.
Mehr als dreißig Jahre nach der ersten Veröffentlichung wurde die Theorie schließlich im Lichte der Erkenntnisse über die Dynamik von Gletschern, Eisschilden und Eisstauseen allgemein anerkannt. Die Untersuchungen konnten beweisen, dass die Überflutungen – es gab mehrere – vom ehemals existierenden Lake Missoula und benachbarten Seen herrührten.

## Preise und Ehrungen
Bretz wurde 1979 im Alter von 96 Jahren mit der Penrose-Medaille der Geological Society of America geehrt. Nach der Verleihung der Medaille sagte er zu seinem Sohn: „Alle meine Feinde sind tot, jetzt kann ich mich vor keinem mehr großtun.“
Jedes Jahr vergibt das Albion College den „J Harlen Bretz Award“ für den besten Geologen der Fakultät.

## Werke (Auswahl)
- 1923: The Channeled Scabland of the Columbia Plateau. In: Journal of Geology. Band 31, S. 617–649
- 1925: The Spokane flood beyond the Channeled Scablands. In: Journal of Geology. Band 33, S. 97–115 und 236–259
- 1942: Vadose and phreatic features of limestone caverns. In: Journal of Geology. Band 50, Nr. 6, Teil II, S. 675–811
- 1956: The Caves of Missouri. Missouri Geological Survey and Water Resources, 490 S.